# Cezary Kucharski
Cezary Kucharski (Łuków, 1972. február 14. –) lengyel válogatott labdarúgó.

## Pályafutása

### Klubcsapatban
1990 és 1993 között a Siarka Tarnobrzeg csapatában játszott. 1993-ban Svájcba igazolt az FC Aarau együtteséhez, ahol két évet töltött. 1995 és 1997 között a Legia Warszawa játékosa volt. 1997-ben Spanyolországban a Sporting Gijónban szerepelt. Az 1998–99-es szezonban ismét a Legia Warszawa csapatát erősítette. Utóbbival 2002-ben bajnoki címet szerzett és megnyerte a lengyel labdarúgókupát. 1999 és 2000 között az Stomil Olsztyn, 2000 és 2003 között a Legia Warszawa labdarúgója volt. A 2003–04-es szezont görög a Iraklíszban töltötte. 2004 és 2005 között a Górnik Łęcznában játszott. 2006-ban a Legia Warszawa színeiben fejezte be a pályafutását. 

### A válogatottban
1996 és 2002 között 17 alkalommal szerepelt a lengyel válogatottban és 3 gólt szerzett. Részt vett a 2002-es világbajnokságon. A Dél-Korea és a Portugália elleni találkozókon nem kapott lehetőséget, az Egyesült Államok elleni csoportmérkőzésen viszont kezdőként lépett pályára.

## Sikerei, díjai
Legia Warszawa
- Lengyel bajnok (2): 2001–02, 2005–06
- Lengyel kupagyőztes (1): 2001–02
- Lengyel szuperkupagyőztes (1): 1997

## Külső hivatkozások
- Cezary Kucharski adatlapja a National-Football-Teams.com oldalon (angolul)

- Cezary Kucharski (angol nyelven). FootballDatabase.eu
- Cezary Kucharski (angol nyelven). eu-football.info
- Cezary Kucharski (lengyel nyelven). 90minut.pl
- Cezary Kucharski (német nyelven). kicker.de
- Cezary Kucharski adatlapja a worldfootball.net oldalon (angolul)